# Anthony Aston
Anthony Aston (fl. 1712 — 1731) foi um ator e dramaturgo inglês.

## Biografia
Aston começou a ser conhecido nos palcos de Londres, nos primeiros anos do século XVIII. Já havia tentado trabalhar como advogado e em outras profissões, mas terminou optando em seguir a carreira de teatro. Teve algum sucesso como autor dramático, escrevendo Love in a Hurry (apresentada em Dublin em 1709) e Pastora, or the Coy Shepherdess, uma ópera em 1712. Por muitos anos percorreu as províncias inglesas com sua esposa e filho, produzindo peças que ele mesmo escreveu, ou partes de várias peças já existentes, intercaladas com canções e diálogos de sua autoria.
Aston escreveu A brief Supplement to Colley Cibber, Esquire, his Lives of the Famous Actors and Actresses, um pouco à maneira da famosa obra de Colley Cibber. O panfleto de vinte e quatro páginas contém comentários interessantes sobre Thomas Betterton, Anne Bracegirdle, Cave Underhill, Thomas Doggett, e alguns outros.